# بگو اینطور نیست (فیلم)
بگو اینطور نیست (به انگلیسی: Say It Isn't So) فیلمی محصول سال ۲۰۰۱ و به کارگردانی جی. بی راجرز است. در این فیلم بازیگرانی همچون هدر گراهام، کریس کلاین، اورلاندو جونز، ریچارد جنکینز، سالی فیلد، جان روثمن، جک پلاتنیک، ادی سیبرین، مارک پلگرینو، ریچارد ریلی، برنت بریسکو، عزرا بوزینگتون، جولی وایت، کرتنی پلدن، لین شی، سی.ارنست هارث، سارا سیلورمن و سوزان سامرس ایفای نقش کرده‌اند.